# Weltmeisterschaften im Bogenschießen 1973
Die Weltmeisterschaften im Bogenschießen 1973 wurden vom 23. bis 29. Juli in Grenoble, Frankreich ausgetragen.

## Ergebnisse Recurvebogen
| Disziplin         | Gold                                                               | Silber                                                        | Bronze                                                         |
| ----------------- | ------------------------------------------------------------------ | ------------------------------------------------------------- | -------------------------------------------------------------- |
| Männer Einzel     | Wiktor Sydoruk                                                     | Kyösti Laasonen                                               | Stephan Lieberman                                              |
| Frauen Einzel     | Linda Myers                                                        | Walentyna Kowpan                                              | Emma Gaptschenko                                               |
| Männer Mannschaft | Vereinigte Staaten Edwin Eliason Stephen Liebermann Larry Smith    | Sowjetunion Wiktor Sydoruk Alexander Panschin Alexander Aulow | Finnland Kyösti Laasonen Aaro Myllymaki Kauko Laasonen         |
| Frauen Mannschaft | Sowjetunion Emma Gaptschenko Walentyna Kowpan Ketewan Lossaberidse | Vereinigte Staaten Linda Myers Doreen Wilber Debbie Green     | Großbritannien Pauline Edwards Barbara Strickland Pamela White |

## Medaillenspiegel
| Platz  | Land               | Gold | Silber | Bronze | Gesamt |
| ------ | ------------------ | ---- | ------ | ------ | ------ |
| 1      | Sowjetunion        | 2    | 2      | 1      | 5      |
| 2      | Vereinigte Staaten | 2    | 1      | 1      | 4      |
| 3      | Finnland           | –    | 1      | 1      | 2      |
| 4      | Großbritannien     | –    | –      | 1      | 1      |
| Gesamt | Gesamt             | 4    | 4      | 4      | 12     |